# Gerard Walschap
Jacob Lodewijk Gerard barone di Walschap (Londerzeel, 9 luglio 1898 – Anversa, 25 ottobre 1989) è stato uno scrittore belga.
Iniziò la sua attività come redattore di rivista, in particolare dal 1930 al 1940 della rivista Forum. In questo decennio un po' alla volta si allontanò dal Cattolicesimo e intraprese definitivamente la professione di scrittore.
Il suo primo romanzo, Adelaide, è del 1929; seguito da Eric del 1931 e da Carla, del 1933 a comporre una vivace trilogia ricca di temi umani nelle loro bellezze e nelle loro brutture trattati con fervido realismo.
Anche Matrimonio del 1933 e Celibato del 1934 sono su questa falsariga.
La maturità artistica di Walschap si esprime alcuni anni dopo con Houtekiet, del 1939, e Suor Virgilia, del 1951, romanzi in cui domina una forte e spregiudicata critica nei riguardi della cultura contemporanea. Notevole anche Insurrezione nel Congo, del 1953, sul problema, allora molto vivo, della colonizzazione e del razzismo.